# Ла-Грилле
Ла-Грилле — щитовой вулкан на острове Нгазиджа, Коморские острова. Второе название вулкана идентично названию острова.
Достигает высоты 1087 метров. Является вторым по высоте вулканом на острове после вулкана Картала. Находится на северной оконечности острова. Сложен преимущественно базальтами. Вулкан окружают побочные шлаковые конусы высотой до 800 м, которые возникли в результате извержения, которое происходило из вулканических разломов Ла-Грилле. Вулкан представляет собой небольшой хребет, который протягивается с севера на юг. Возможно последние извержения происходили несколько сотен лет назад и достигали вод Мозамбикского пролива, на это указывает отсутствие растительности на некоторых участках рельефа. В настоящее время окрестности вулкана заселены и вулканическая активность отсутствует.